# Fulvio Gherli
Fulvio Gherli (Modena, 5 giugno 1670 – Guastalla, 15 marzo 1735) è stato un medico e alchimista italiano.

## Biografia
Formatosi come medico e chirurgo, operò dapprima a Scandiano e San Martino d'Este, entrando in seguito nella corte del principe Foresto d'Este, e del duca di Guastalla Giuseppe Maria Gonzaga.
Per la sua fama venne chiamato a insegnare nell'Università di Napoli dell'omonimo Regno, dove diventò medico personale nella famiglia Sansevero.
Discepolo di Francesco Maria Santinelli, ebbe modo di conoscere altri appartenenti all'ambiente alchimistico ed ermetico napoletano come Federico Gualdi, gravitanti attorno al nascente Rito Egizio Tradizionale.
Scrisse diverse opere mediche, oltre a tradurre in italiano la celebre Regola Sanitaria Salernitana.
A lui è attribuito anche il trattato alchemico Proteo Metallico del 1721, in cui vengono studiate le varie tipologie di metalli e le loro trasmutazioni nella preparazione dei medicinali, come l'oro, l'olio mercuriale, il sale di rame, ecc. Tradotto in francese col titolo Il trattato dei sette metalli, vi sono illustrate le operazioni da seguire per trasformare lo stagno, il mercurio, l'argento ed il rame in oro. La trattazione dell'oro include quella sulla pietra filosofale, con citazioni di Cardano, Geber, Michael Sendivogius, Augurelli, Nicolas Flamel, Michael Maier e altri.

## Opere
- Il Proteo metallico, o sia, Delle trasformazioni superficiali de' metalli, e delle differenti preparazioni de medesimi molto proprie per debellare i mali più atroci, che il corpo umano affliggono, e per iscoprire gl'inganni de' falsi chimici, per Giuseppe Corona, Venezia 1721
- Regimen Sanitatis Salernitanum, traduzione in italiano della versione latina
- I medicamenti posti alla pietra del paragone, o sia una disamina di tutti i rimedj delle speziarie, in cui si scoprono gli errori di molti speziali nel fabbricarli, e di non pochi medici nell'ordinarli, facendosi in tal maniera conoscere la vera idea del medico pratico, per Giuseppe Corona, Venezia 1722
- La scuola salernitana dilucidata: o sia Lo scovrimento del vero e del falso, dell'utile e dell'inutile di questa stimatissima opera, per sapersi conservar sano, e prolungare la vita, spiegandosi tutto sul buon gusto moderno, presso Giuseppe Corona, Venezia 1733
- I feriti posti in salvo, o sia il vero modo di curar le ferite fondato sopra le dottrine del celebre Magati, colla scoverta d'un balsamo spiritoso, che a guisa di miracolo ferma il sangue sgorgante anche da' piu grossi vasi feriti, Padova, per Giovanni Battista Conzatti, 1724.
- Centuria prima di rare osservazioni di medicina, e cirusia di Fulvio Gherli, Venezia, presso Bortolo Baronchelli, 1753.
- Centuria seconda di rare osservazioni di Medicina e Cirusia, Venezia, presso Bortolo Baronchelli, 1753.

### Epistolario
- Due lettere ad Antonio Vallisneri, in Giunta di alcune lettere fisico-mediche intorno all'Origine del Morbo detto Pedicolare, e suoi Rimedi, datate 15 aprile 1724 e 30 maggio 1724.